# フリードリヒ・アドルフ・フォン・カルクロイト
フリードリヒ・アドルフ・フォン・カルクロイト伯爵（Friedrich Adolf Graf von Kalckreuth、1737年2月22日、ゾッターハウゼン - 1818年6月10日、ベルリン）は、プロイセンの士官である。最終的に元帥まで昇進し、ケーニヒスベルク、ベルリン及びブレスラウの総督となった。

## 生涯

### 来歴
フリードリヒ・アドルフはトレービッチュの領主であり、ザクセン＝ヴァイセンフェルス連隊の少佐としてザクセン選帝侯領とポーランド王国に仕えたハンス・エルンスト・フォン・カルクロイト（1689年-1739年）とビューロウ家出身の妻、シャルロッテ・アントーニエ（1698年-1739年）の息子として生まれた。

### 軍歴
カルクロイトは1748年3月22日以降、ベルリンにあった説教者ペローの寄宿学校で養育された。1752年1月25日、彼は士官候補生として近衛軍団に入隊し、1753年7月15日には騎兵准尉に任命される。そして1756年から1763年の戦役に参加し、ロボズィッツ、ロスバッハ、ツォルンドルフ、ホッホキルヒとフライベルクで戦った。その間、1757年2月16日に少尉に昇進すると1758年11月1日にはプロイセン公子ハインリヒの高級副官となる。1762年10月29日の、フライベルクの戦いで挙げた功績により国王フリードリヒ2世は、彼を少佐に任じた。
カルクロイトはハインリヒ公子の、兄フリードリヒ2世に対する批判的な姿勢に同調しており、ハインリヒ公子の妻との関係を口実として1766年、東プロイセンに左遷される。後継の国王フリードリヒ・ヴィルヘルム2世は1786年に彼を復帰させ、首都に呼び戻すと伯爵に叙した。1787年のプロイセンのネーデルラント進攻において、カルクロイトは熟練した指揮官であることを証明してみせた。そして1790年には中将となる。
カルクロイトはフランス革命に好意を寄せ、第一次対仏大同盟戦争においてはオーストリアとの同盟に反対していた。それでも対フランス戦役において、将官として成功を収めた。1792年、彼はケレルマン中将との巧みな交渉を通じ、プロイセン軍後衛部隊を無事に撤退させる。続いてマインツ攻囲戦の指揮を執り、1793年7月2日には同市の守備隊を降伏へ追い込んだ。名誉ある降伏を目指し、その条件はフランソワ＝イグナス・エヴォイユ・ドワレ准将と協議されている。
その後の数年、カルクロイトは崇拝していたナポレオンとの同盟を支持する。1806年の戦役において彼は第二予備軍団の指揮を託されたが、それを左遷と見なした。カルクロイトは戦争に同意せず、軍の指導部を批判し、災厄を予見していたのである。そして自身が予言していたイェーナ・アウエルシュタットの戦いの敗北を、大いに引き寄せたと批判されるほどの順法闘争を展開する。退却の途上、彼は今や自身の指揮下にある軍団の残存兵力を率いてハルツ山地を迂回しつつ北方へ向かったが、その指揮権を、やがてプレンツラウで降伏するホーエンローエ侯に譲渡しなくてはいけなかった。その間に、カルクロイトは東及び西プロイセンの指揮を託されている。後にダンツィヒ防衛戦の采配を振るったが、76日に及ぶ攻防の末、1807年5月24日に要塞をルフェーヴル元帥へやむなく引き渡した。彼との間に、マインツと同条件で降伏の合意が成立し、カルクロイトは指揮下の部隊とともに東プロイセンへ撤退することができた。続いてフリートラントの戦いの後、6月25日に彼はティルズィットで休戦協定を結び、和約に署名したが、7月12日にはその履行に極めて不利な追加条項が加わる。この交渉でカルクロイトは、自身のナポレオンへ崇拝に訴えかけ、彼に取り入った相手役、ベルティエ元帥に裏をかかれたのである。
ダンツィヒにおける勇敢な防戦に報い、カルクロイトは元帥に昇進した。それから1807年にケーニヒスベルクの、1809年にベルリンの、そして1812年にはブレスラウの総督に任じられた末、1814年にはベルリンで同職に再任される。 後の解放戦争において、何らかの役割を果たすことはなかった。カルクロイトはフリードリヒ大王の時代に属し、合理主義とフランス文化に好意を寄せ、勃興するナショナリズムに馴染まなかった。そして公衆を疎まず、自身の意見を明瞭に公言した。彼には敵が多かったので、自身への評価は多岐にわたる。彼が最後に批判の対象としたのは、悪い意味でドイツ的な心情を抱いた解放戦争の若者達であった。
ベルリン＝シェーネベルク区とカイザースラウターンのモアラウターン区にある「カルクロイト通り」は彼の名にちなむ。

## 家族
カルクロイトは1767年3月13日、ハインリヒ公子に仕える女官であった、モーリエン男爵家出身のシャルロッテ（1726年9月1日-1768年1月22日）と結婚した。この夫婦は娘のヴィルヘルミーネ（1768年出生）に恵まれている。彼女は後に、リーグニッツの騎士学校で校長を務めたシュラーブレンドルフ伯アウグスト・ヴィルヘルム・レオポルト・オイゲンに嫁いだ。
シャルロッテの没後、カルクロイトは商人、そしてプロイセンの外交官であったヤーコプ・フリードリヒ・フォン・ロート（1703年-1784年）とアントーニエ・ヴィルヘルミーネ・フォン・ヴァルロートの娘で、バロネスのシャルロッテ・ヘンリエッテ・ゾフィー・フォン・ロート（1756年11月30日-1829年4月3日）と1781年1月22日に再婚した。この夫婦は三人の子供を儲けている。
- フリードリヒ・ヴィルヘルム・エーミール（1782年6月24日-1857年7月3日）

∞ エレオノーレ・マクスィミリアーネ・ザンドレッツキー・デ・ザンドラシュッツ（1783年6月14日-1812年5月30日）
∞ 1818年6月14日、ルイーゼ・フレドリッケ・ヨハンネ・ヘンリエッテ・フォン・シュテッヒョウ（1797年6月17日-1846年8月18日）
- ゾフィー・シャルロッテ（1783年出生）
- フリードリヒ・エルンスト・アドルフ・カール（1790年3月15日-1873年12月15日）、プロイセンの騎兵大尉（英語版）、また小説家・劇作家としてフェリックス・マリウスという仮名を名乗った[2][3]。

## 墓所
カルクロイトはシュターンスドルフ南西墓地の衛戍・記念墓地、エピファーニエン区の区画1aに永眠している。